# Pål Hollender
Pål Anders Jörgen Hollender, född 20 juli 1968 i Lidköping, är en svensk konstnär och filmare i gonzotraditionen.

## Biografi
Pål Hollender är uppvuxen i Borås och gjorde sig känd genom medverkan i dokusåpan Expedition: Robinson 1998.
Senare har han också fått uppmärksamhet för flera kontroversiella konstutställningar och filmer. 2001 väckte han en hätsk debatt när han gjorde Buy Bye Beauty, en dokumentär om prostitutionen i Riga där han själv hade sex med de prostituerade som han intervjuade. 
År 1995 fick han sitt genombrott i konstvärlden med sin självbiografiska dokumentär, Journal. 1997 spelade han in Pelle polis, en film om en polis som dömts för sexuella övergrepp på barn. Under arbetet med filmen lurade han polismannen att ha sex inför Hollenders kamera. 
År 2003 deltog han med sitt verk De bortbjudna på Malmö konstmuseum. De pengar han fått till utställningen placerade han i porr-, vapen- och tobaksindustrin, och fem år senare kunde besökarna ansöka om pengar från de "oetiska aktiernas avkastning". 
År 2007 väckte Hollender uppståndelse när han gjorde verket "Clean" till konstbiennalen i Göteborg. Verket bestod av en hög av fyra ton bakpulver och en uppmaning till besökarna att det var fritt fram för alla att gömma sitt knark där. En följd av Hollenders konstverk blev att kulturnämndens ordförande bojkottade invigningen av biennalen.
År 2002 spelade Hollender in dokumentärfilmen United States of Afghanistan som han gjorde på uppdrag av Lars von Trier. I filmen reser han till Afghanistan tillsammans med Olle Ljungström. 2010 spelade Hollender in dokumentärfilmen Finding Ali i Afghanistan. Handlingen baserades kring en pojke Hollender mött vid ett tidigare besök i landet och grundtanken var, utöver att hitta Ali, att undersöka hur livet förändrats i Afghanistan sen kriget brutit ut. En månad in i inspelningen blev Hollender skjuten i överarmen då han och hans guide begett sig till staden Azra, sydöst om huvudstaden Kabul, för att filma lantligare miljöer. 
Hollender har även gjort mindre kontroversiella produktioner. Han var inslagsproducent för Filip och Fredriks reseprogram Grattis världen som visades på Kanal 5 under 2005 och för Var fan är min revy! med Magnus Uggla på SVT1. 2008 var han delproducent till Filip och Fredriks program Boston Tea Party. 2011 var han återigen inslagsproducent till Filip och Fredriks program Får vi följa med?.
Han nominerades 2014 och 2015 till Kristallen för bästa dokumentära program som producent för dokumentärserien Brottskod, som gick i två säsonger. Innan dess var han producent för Johnnie och Mattias på avvägar. Han har varit producent för samtliga säsonger av Sverigequizen, med Ingvar Oldsberg och Björn Hellberg.
Han är producent för samtliga säsonger av GW:s mord på TV4 som sändes första gången i april 2017. GW:s mord nominerades till Kristallen 2017 för bästa fakta- och aktualitetsprogram.
1997 erhöll Hollender Borås Tidnings kulturstipendium till Tore G. Wärenstams minne.

## Privatliv
Pål Hollender hade under 22 år en relation med Jessika Gedin och har med henne en dotter född 2004. Paret separerade 2024. Han har från ett tidigare äktenskap en son född 1989.